# Dirigíveis classe 23
A classe 23 foi uma classe de dirigíveis produzidos no Reino Unido durante a Primeira Guerra Mundial. A Vickers concebeu e construiu o primeiro e quarto exemplares, tendo sido os outros dois construídos pela William Beardmore and Company e pela Armstrong-Whitworth. Embora nunca tenham sido usados em combate, os quatro dirigíveis contribuíram com muitas horas de voo de treino e dados de testes experimentais para diversas tripulações e experiências. Embora houvesse intenções para a construção de 17 unidades, apenas quatro foram construídas. Depois do início da sua construção, descobriu-se que o aerostato era mais pesado que o esperado, o que fez com que a sua produção fosse cancelada em favor de uma classe de aerostatos mais refinados, a classe R23X.
Estes dirigíveis foram também usados como aeronave mãe para o caça parasita Sopwith Camel.